# Ametris albimacula
Ametris albimacula är en fjärilsart som beskrevs av Thierry-mieg 1909. Ametris albimacula ingår i släktet Ametris och familjen mätare. Inga underarter finns listade i Catalogue of Life.